# Evangelische Kirche (Offdilln)

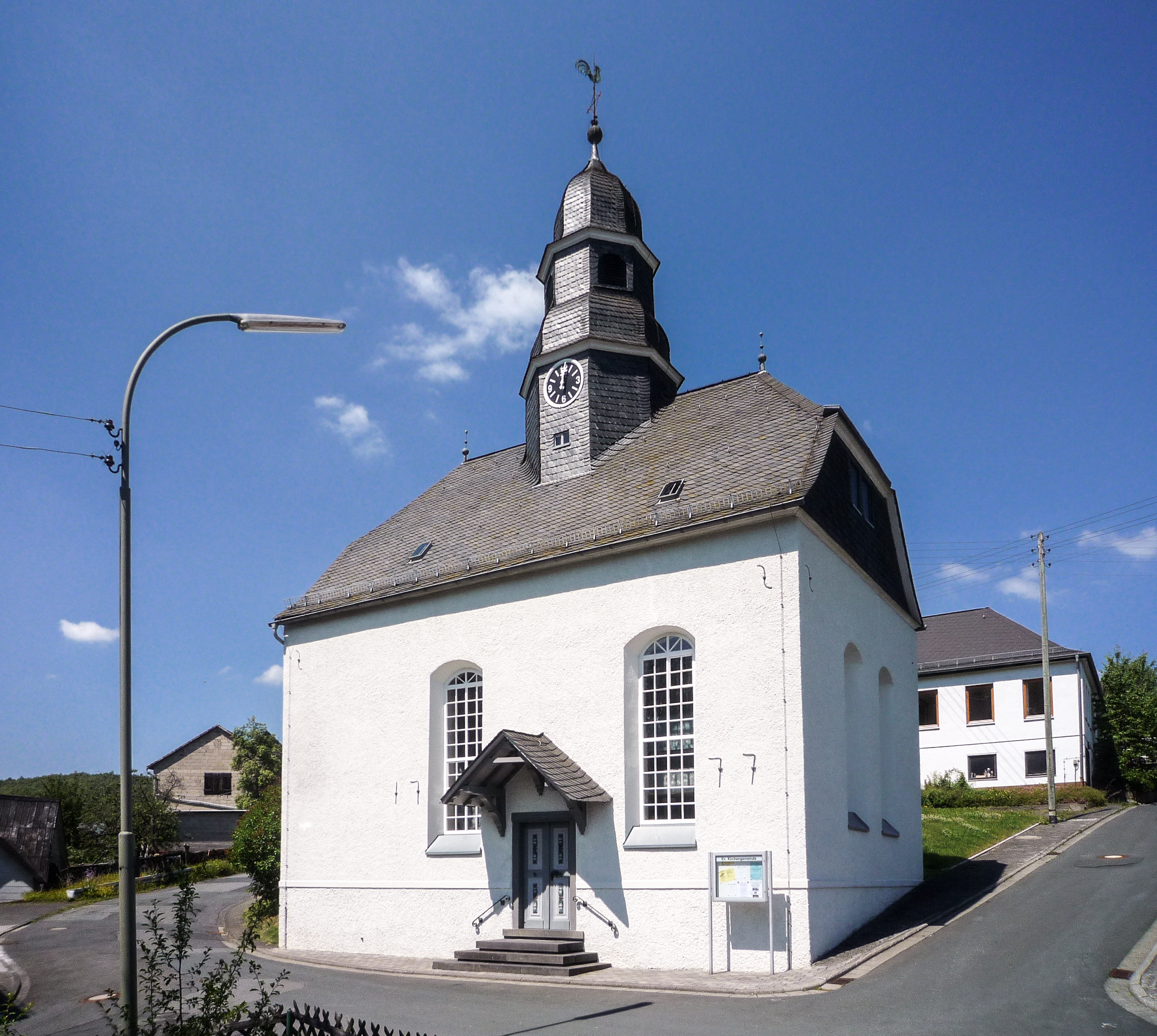
Evangelische Kirche in Offdilln

Die evangelische Kirche Offdilln ist ein denkmalgeschütztes Kirchengebäude in Offdilln, einem Stadtteil von Haiger im Lahn-Dill-Kreis in Hessen. Die Kirche gehört zur Kirchengemeinde Dillbrecht im Dekanat an der Dill in der Propstei Nord-Nassau der Evangelischen Kirche in Hessen und Nassau.

## Beschreibung
Die barocke Saalkirche aus verputzten Bruchsteinen wurde 1776/77 nach einem Entwurf von Johann Henrich Hofmann gebaut. Das Kirchenschiff ist mit einem schiefergedeckten Krüppelwalmdach bedeckt, aus dessen Mitte sich ein achteckiger Dachreiter erhebt, der die Turmuhr beherbergt. Darauf sitzt eine gestaffelte Haube, hinter deren Klangarkaden sich der Glockenstuhl befindet, in dem eine Kirchenglocke hängt, die in der Mitte des 15. Jahrhunderts gegossen wurde. Der Innenraum hat dreiseitige Emporen auf hölzernen Säulen, deren Brüstungen mit Ranken und Blumen verziert sind. Die einheitliche Kirchenausstattung stammt aus der Bauzeit. Die Kanzel und ihr Schalldeckel wurden erst 1781 gebaut.